# Tour de França de 1927
El Tour de França de 1927 fou la vint-i-unena edició del Tour de França i es disputà entre el 19 de juny i el 17 de juliol de 1927, sobre un recorregut de 5.340 km, distribuïts en 24 etapes. La cursa fou guanyada pel luxemburguès Nicolas Frantz (Alcyon–Dunlop), a una velocitat mitjana de 27,224 km/h, amb quasi dues hores sobre el segon classificat, el belga Maurice de Waele (Labor–Dunlop) i dues i mitja sobre el tercer classificat, el també belga Julien Vervaecke (Alcyon–Dunlop). Amb aquesta victòria Frantz es converteix en el segon luxemburguès en guanyar el Tour, després de les victòries aconseguides per François Faber.
En estar descontent Henri Desgrange amb les tàctiques emprades pels ciclistes en les etapes llargues i planes en anys anteriors, es va decidir que les etapes 1 a 9, 14 i 18 a 23 es disputessin d'una manera similar a les actuals contrarellotge per equips. Tots els corredors d'un mateix equip sortien junts, i cada 15 minuts sortia un altre equip, sent els darrers en prendre la sortida els "touriste-routiers". La iniciativa fou un fracàs, ja que el públic es desorientava i no sabia en cap moment qui anava primer. El 1929 es va deixar d'emprar.

## Canvis respecte a l'edició anterior
El 1926 i els anys anteriors, en les etapes planes, sense dificultats muntanyoses, la majoria dels ciclistes arribaven junts a meta, decidint-se la victòria en un esprint massiu. Això no agradava a l'organització del Tour, que volia que els ciclistes correguessin de manera individual, sense l'ajuda de la resta de ciclistes, per tenir una carrera més espectacular. Per aquest motiu es va decidir que la major part de les etapes planes d'aquesta edició s'iniciessin per separat, amb 15 minuts entre equips, sent els touriste-routiers els darrers en prendre la sortida. La idea era que els favorits de la cursa no veiessin als seus rivals, i no tinguessin més remei que córrer el més ràpid possible en cada etapa.
El 1926, com a prova, el Tour va iniciar-se fora de París, als Alps. El 1927, aquesta decisió es va revertir, i el Tour va començar de nou a París. El recorregut de 1927 fou similar als altres Tours d'abans de 1926, amb començament a París, tot i que amb etapes més curtes, passant d'una mitjana de 338 km per etapa el 1926 a 221 km per etapa el 1927.

## Participants
Lucien Buysse, vigent vencedor de la cursa, no hi va participar per desavinences de l'equip Automoto, en el qual militava, amb l'organització. Els ciclistes es van tornar a dividir en dues categories, els que estaven integrats en equips patrocinats i els touriste-routiers. Quatre foren els equips que participaren en aquesta edició: Alcyon; Alleluia, J. B. Louvet i Dilecta, agrupant a 37 ciclistes, mentre la resta, fins a completar els 142 que van prendre la sortida, estaven incloses dins els touriste-routiers. D'aquests sols 39 finalitzaren la cursa. Per primera vegada hi pren part un ciclista japonès, Kisso Kawamuro, mentre que novament no hi ha la presència de cap ciclista espanyol.

## Recorregut
La principal novetat va ser l'augment de 17 a 24 etapes, amb una reducció a només cinc dies de descans, i una consegüent reducció del quilometratge mitjà de les etapes, sense que cap d'elles arribés als 350 km, molt lluny dels habituals recorreguts amb més de 400 km d'anys precedents.
Es tornà a recórrer tot el perímetre de França en el sentit contrari a les agulles del rellotge, i el pas pels grans colls pirinencs i alpins, com l'Aubisca, el Tourmalet, l'Izoard o el Galibier. Quatre viles acullen una etapa per primera vegada: Dinan, Gwened, Pontarlier i Charleville.

## Desenvolupament de la cursa
Durant la primera etapa l'equip Alcyon–Dunlop va patir fins a vint punxades. L'equip Dilecta-Wolber va guanyar la primera etapa, liderat per Francis Pélissier, que va ser el primer líder de la classificació general. Fins a la sisena etapa no es produeix cap canvi en la classificació general, però en aquella etapa Francis Pélissier es veu obligat a abandonar malalt, passant a ser el nou líder de la cursa el seu company d'equip, Ferdinand Le Drogo es va convertir en el nou líder. En la setena etapa, Le Drogo perd més de 20 minuts respecte als principals perseguidors de l'equip JB Louvet, passant el liderat a mans d'Hector Martin. En la vuitena etapa l'equip Dilecta perd més d'una hora i totes les opcions a la victòria final. En la novena etapa tots els ciclistes que encara quedaven de l'equip van abandonar la carrera. En acabar la novena etapa i el primer grup d'etapes contrarellotges sols quedaven en cursa 57 ciclistes, dels quals 35 eren "touriste-routiers".
La primera etapa de muntanya fou l'onzena, amb els ja habituals passos per l'Aubisca, Tourmalet, l'Aspin i el Pèira Sorda. En ella, el touriste-routier Michele Gordini s'escapà discretament del gran grup i quan aquest se'n va adonar, ja havia aconseguit un avantatge de 45 minuts. Problemes mecànics van fer que fos superat abans de finalitzar l'etapa. Nicolas Frantz fou el vencedor de l'etapa, alhora que es va fer amb el liderat, amb més de mitja hora sobre Maurice de Waele.
Frantz finalitzà la dotzena i tretzena etapa en el grup capdavanter, mantenint les diferències amb el segon classificat. La catorzena es va disputar com a contrarellotges per equip, sense que es produïssin grans canvis en la classificació general. Frantz guanyà la quinzena etapa i acabà segon en la setzena, incrementant la diferència amb l'immediat perseguidor a més d'una hora. En la dissetena etapa Frantz va perdre 15 minuts respecte al segon classificat, Maurice De Waele, però en ser la darrera etapa de muntanya la seva victòria sembla assegurada.
D'aquí i fins al final de la cursa no es produïren grans canvis en la classificació general. L'única excepció va ser en la penúltima etapa, en què De Waele va perdre més de mitja hora, però no suposà cap problema a l'hora de mantenir la segona posició en tenir molta diferència respecte al tercer classificat.

## Resultats
En les etapes 1 a 9, la 14 i de la 18 a la 23, els ciclistes començaven l'etapa agrupats per equips, amb 15 minuts de diferència entre cadascun d'ells, sent els touriste-routiers els darrers en prendre la sortida. El ciclista que arribava a la meta més ràpid era el guanyador de l'etapa. En les altres etapes tots els ciclistes prenien la sortida simultàniament. Els diferents temps de cada etapa eren sumats per aconseguir la classificació general, guanyada pel ciclista amb menor temps acumulat.

### Etapes
| Etapa | Data         | Recorregut                    | Km  | Vencedor d'etapa              | Líder de la general      |
| ----- | ------------ | ----------------------------- | --- | ----------------------------- | ------------------------ |
| 1a    | 19 de juny   | París - Dieppe                | 180 | Francis Pélissier (FRA)       | Francis Pélissier (FRA)  |
| 2a    | 20 de juny   | Dieppe - Le Havre             | 103 | Maurice De Waele (BEL)        | Francis Pélissier (FRA)  |
| 3a    | 21 de juny   | Le Havre - Caen               | 225 | Hector Martin (BEL)           | Francis Pélissier (FRA)  |
| 4a    | 22 de juny   | Caen - Cherbourg              | 140 | Camille van de Casteele (BEL) | Francis Pélissier (FRA)  |
| 5a    | 23 de juny   | Cherbourg - Dinan             | 199 | Ferdinand Le Drogo (FRA)      | Francis Pélissier (FRA)  |
| 6a    | 24 de juny   | Dinan - Brest                 | 206 | André Leducq (FRA)            | Ferdinand Le Drogo (FRA) |
| 7a    | 25 de juny   | Brest - Gwened                | 207 | Gustave Van Slembrouck (BEL)  | Hector Martin (BEL)      |
| 8a    | 26 de juny   | Gwened - Les Sables d'Olonne  | 204 | Raymond Decorte (BEL)         | Hector Martin (BEL)      |
| 9a    | 27 de juny   | Les Sables d'Olonne - Bordeus | 285 | Adelin Benoit (BEL)           | Hector Martin (BEL)      |
| 10a   | 28 de juny   | Bordeus - Baiona              | 189 | Pé Verhaegen (BEL)            | Hector Martin (BEL)      |
| 11a   | 30 de juny   | Baiona - Luishon              | 326 | Nicolas Frantz (LUX)          | Nicolas Frantz (LUX)     |
| 12a   | 2 de juliol  | Luishon - Perpinyà            | 323 | Maurice de Waele (BEL)        | Nicolas Frantz (LUX)     |
| 13a   | 4 de juliol  | Perpinyà - Marsella           | 360 | Maurice de Waele (BEL)        | Nicolas Frantz (LUX)     |
| 14a   | 5 de juliol  | Marsella - Toló               | 120 | Antonin Magne (FRA)           | Nicolas Frantz (LUX)     |
| 15a   | 6 de juliol  | Toló - Niça                   | 280 | Nicolas Frantz (LUX)          | Nicolas Frantz (LUX)     |
| 16a   | 8 de juliol  | Niça - Briançon               | 275 | Julien Vervaecke (BEL)        | Nicolas Frantz (LUX)     |
| 17a   | 9 de juliol  | Briançon - Évian-les-Bains    | 283 | Pé Verhaegen (BEL)            | Nicolas Frantz (LUX)     |
| 18a   | 11 de juliol | Évian-les-Bains - Pontarlier  | 213 | Adelin Benoit (BEL)           | Nicolas Frantz (LUX)     |
| 19a   | 12 de juliol | Pontarlier - Belfort          | 119 | Maurice Geldhof (BEL)         | Nicolas Frantz (LUX)     |
| 20a   | 13 de juliol | Belfort - Estrasburg          | 145 | Raymond Decorte (BEL)         | Nicolas Frantz (LUX)     |
| 21a   | 14 de juliol | Estrasburg - Metz             | 165 | Nicolas Frantz (LUX)          | Nicolas Frantz (LUX)     |
| 22a   | 15 de juliol | Metz - Charleville            | 159 | Hector Martin (BEL)           | Nicolas Frantz (LUX)     |
| 23a   | 16 de juliol | Charleville - Dunkerque       | 270 | André Leducq (FRA)            | Nicolas Frantz (LUX)     |
| 24a   | 17 de juliol | Dunkerque - París             | 344 | André Leducq (FRA)            | Nicolas Frantz (LUX)     |

### Classificació final
| Classificació General | Classificació General  | Classificació General | Classificació General | Classificació General |
| Pos.                  | Ciclista               | Patrocinador          | Temps                 |                       |
| --------------------- | ---------------------- | --------------------- | --------------------- | --------------------- |
| 1                     | Nicolas Frantz (LUX)   | Alcyon-Dunlop         | 198h 16' 42"          |                       |
| 2                     | Maurice De Waele (BEL) | Labor–Dunlop          | + 1h 48' 21"          |                       |
| 3                     | Julien Vervaecke (BEL) | Armor–Dunlop          | + 2h 25' 06"          |                       |
| 4                     | André Leducq (FRA)     | Thomann–Dunlop        | + 3h 02' 05"          |                       |
| 5                     | Adelin Benoit (BEL)    | Alcyon-Dunlop         | + 4h 45' 01"          |                       |
| 6                     | Antonin Magne (FRA)    | Alleluia–Wolber       | + 4h 48' 23"          |                       |
| 7                     | Pé Verhaegen (BEL)     | J.B. Louvet           | + 6h 18' 36"          |                       |
| 8                     | Julien Moineau (FRA)   | Alleluia–Wolber       | + 6h 36' 17"          |                       |
| 9                     | Hector Martin (BEL)    | J.B. Louvet           | + 7h 07' 34"          |                       |
| 10                    | Maurice Geldhof (BEL)  | J.B. Louvet           | + 7h 16' 02"          |                       |

### Altres classificacions
La classificació dels touriste-routiers, ciclistes que no pertanyien a cap equip i als quals no se'ls permetia cap mena d'assistència, va ser guanyada per l'italià Secundo Martinetto.
El diari organitzador de la cursa, L'Auto anomenà Michele Gordini el meilleur grimpeur, el millor escalador. Aquest títol no oficial és el predecessor de la classificació de la muntanya.

## A posteriori
L'experiment de les contrarellotges per equip com a etapes no fou satisfactori i no tingué l'efecte esperat, ja que els ciclistes van córrer encara més de manera individual, però els equips més forts ho van ser encara més. En l'edició de 1928 el sistema es va tornar a emprar, però el 1929 quedà reduït a unes poques etapes i el 1930 va desaparèixer del tot del Tour de França.
Els ciclistes francesos no havien tingut un paper destacat en les darreres edicions del Tour de França. La darrera victòria a la general havia estat el 1923 i el 1926 ni tan sols van aconseguir cap victòria d'etapa. El 1927 els ciclistes francesos aconseguiren 5 victòries d'etapa i dos ciclistes finalitzaren entre els 10 primers: André Leducq i Antonin Magne. Leducq més tard guanyaria el Tour de França el 1930 i 1932, mentre Magne el guanyaria el 1931 i 1934.